# Comité national de liaison des acteurs de la prévention spécialisée
Le Comité national de liaison des acteurs de la prévention spécialisée (CNLAPS)  est une association, fondée en 1972, regroupant les différents acteurs de la prévention spécialisée, dont l'action d'éducation spécialisée vise à permettre à des jeunes en voie de marginalisation de rompre avec l'isolement et de restaurer le lien social.

## Apparition du CNLAPS
L'arrêté du 4 juillet 1972 et ses circulaires d'application marquent la reconnaissance officielle du mode d'intervention de la « prévention spécialisée », de ses principes et de ses méthodes, sous ce vocable. En 1972, les associations sont au nombre de 98, en 1996 on en compte 351 environ. Un travail de réactualisation de la cartographie de la prévention spécialisée est en cours début 2016, et devrait montrer une baisse du nombre des acteurs, liée à la réduction des crédits sur une dizaine de départements depuis 2011, ainsi qu'à certains regroupements.
Le 1er janvier 1984 entre en vigueur la loi du 22 juillet 1983, réalisant les transferts de compétences dans le domaine sanitaire et social entre l'État et les collectivités locales. La prévention spécialisée entre dans les compétences transférées aux départements.
La loi du 6 janvier 1986 adapte la législation sanitaire et sociale au transfert de compétences en matière d'aide sociale. La prévention spécialisée est rattachée au dispositif administratif départemental de l'aide sociale à l'enfance (article 45 du Code de la famille et de l'aide sociale).

## Le CNLAPS aujourd'hui
Le Comité national de liaison des acteurs de la prévention spécialisée (CNLAPS) a été créé, en vue de fédérer une multitude de structures, disséminées sur le territoire. En 2013, il est devenu le Conseil national des acteurs (et non plus « associations ») de la prévention spécialisée), afin de prendre en compte le fait que les acteurs gestionnaires de la prévention spécialisée ne sont plus uniquement des associations, mais - même si dans une faible mesure - également des acteurs tels que les conseils départementaux, les mairies, les groupements d'intérêt public, etc. Au 1er janvier 2016, le CNLAPS regroupait 130 adhérents, dont 120 associations, 2 structures non-associatives et 8 adhérents individuels. 
Il a également été structuré il y a quelques années en 9 régions (Ile-de-France, Nord-Pas de Calais / Picardie, Grand Est, Rhône-Alpes/Auvergne, Arc Méditerranée, Grand Sud-Ouest, Centre, Grand Ouest, et Antilles Guyane), et ce bien avant la réforme portant sur l'organisation administrative de l'État et la réduction du nombre des régions.
Le CNLAPS, qui est une association, se définit lui-même comme un organisme de liaison, d'information et de recherche. Il entend ainsi capitaliser les savoir-faire développés par ses adhérents, participer à la recherche de nouvelles formes d'intervention et proposer des formations et accompagnements techniques spécifiques aux professionnels et aux bénévoles. Le comité se présente également comme un interlocuteur des pouvoirs publics, des collectivités territoriales et des organismes professionnels. À ce titre, son travail de promotion et de lobbying en faveur de la prévention spécialisée s'est intensifié ces dernières années et il est également en contact régulier avec la presse. Enfin, il participe à divers échanges professionnels et politiques afin de promouvoir le travail éducatif de rue à l'échelle européenne et internationale.
- Présidente du CNLAPS : Anne-Marie Fauvet